# Olax mannii
Olax mannii är en tvåhjärtbladig växtart som beskrevs av Oliver. Olax mannii ingår i släktet Olax och familjen Olacaceae. Inga underarter finns listade i Catalogue of Life.